# نيستور دياز
نيستور دياز (بالإسبانية: Néstor Díaz) (26 يونيو 1992 بساباديل في إسبانيا - ) هو لاعب كرة قدم إسباني في مركز حراسة المرمى. لعب مع بونفيرادينا وسلتا فيغو ب وسلتا فيغو وإسبانيول ب وSD Ponferradina B ‏ وSevilla FC C ‏.

## وصلات خارجية
- نيستور دياز على موقع قاعدة بيانات كرة القدم.إي يو (الإنجليزية)
- نيستور دياز على موقع Soccerway.com (الإنجليزية)
- نيستور دياز على موقع AS.com (الإسبانية)